# Eva Jiřičná

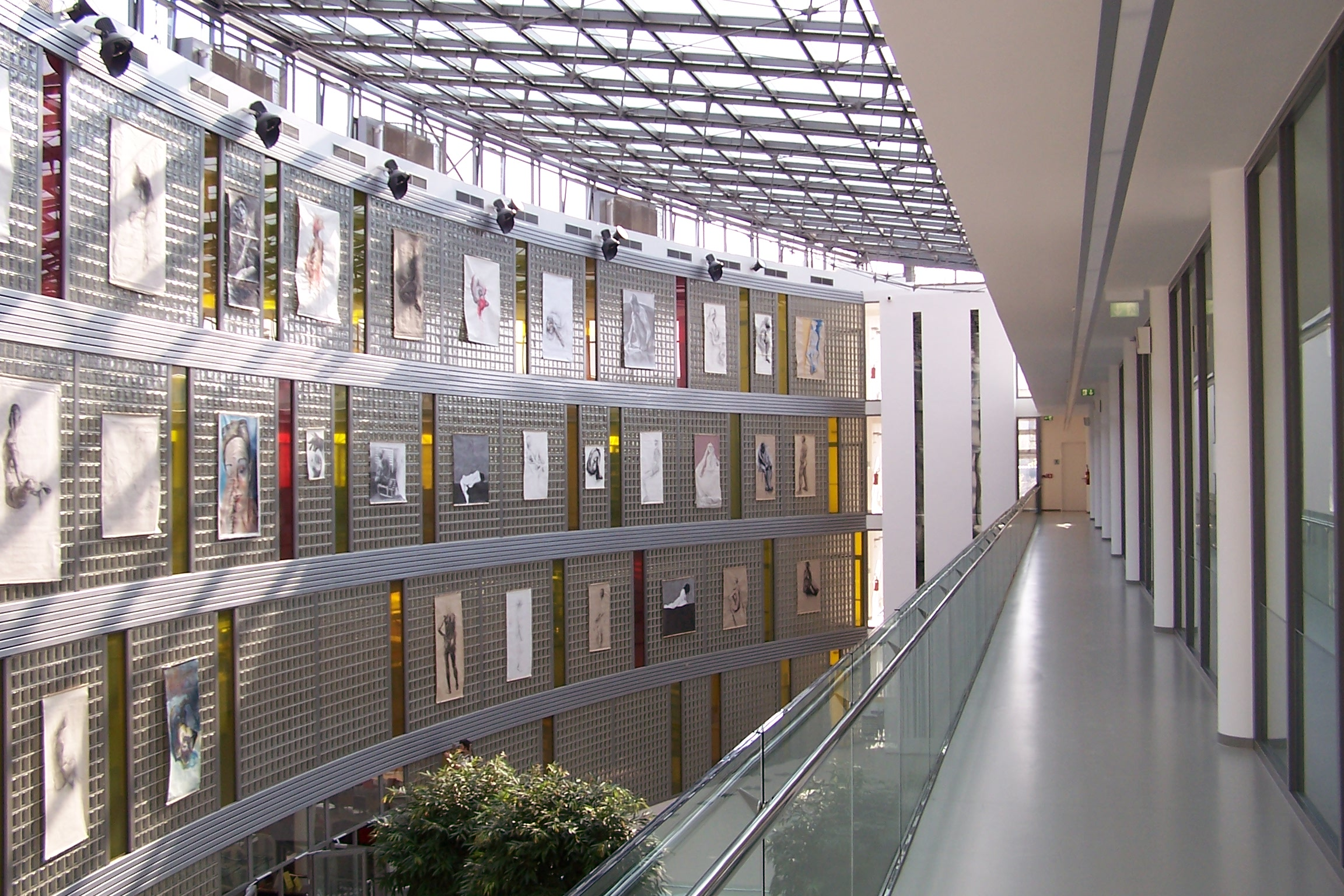
Eva Jiřičná, Centro Universitario de Zlín

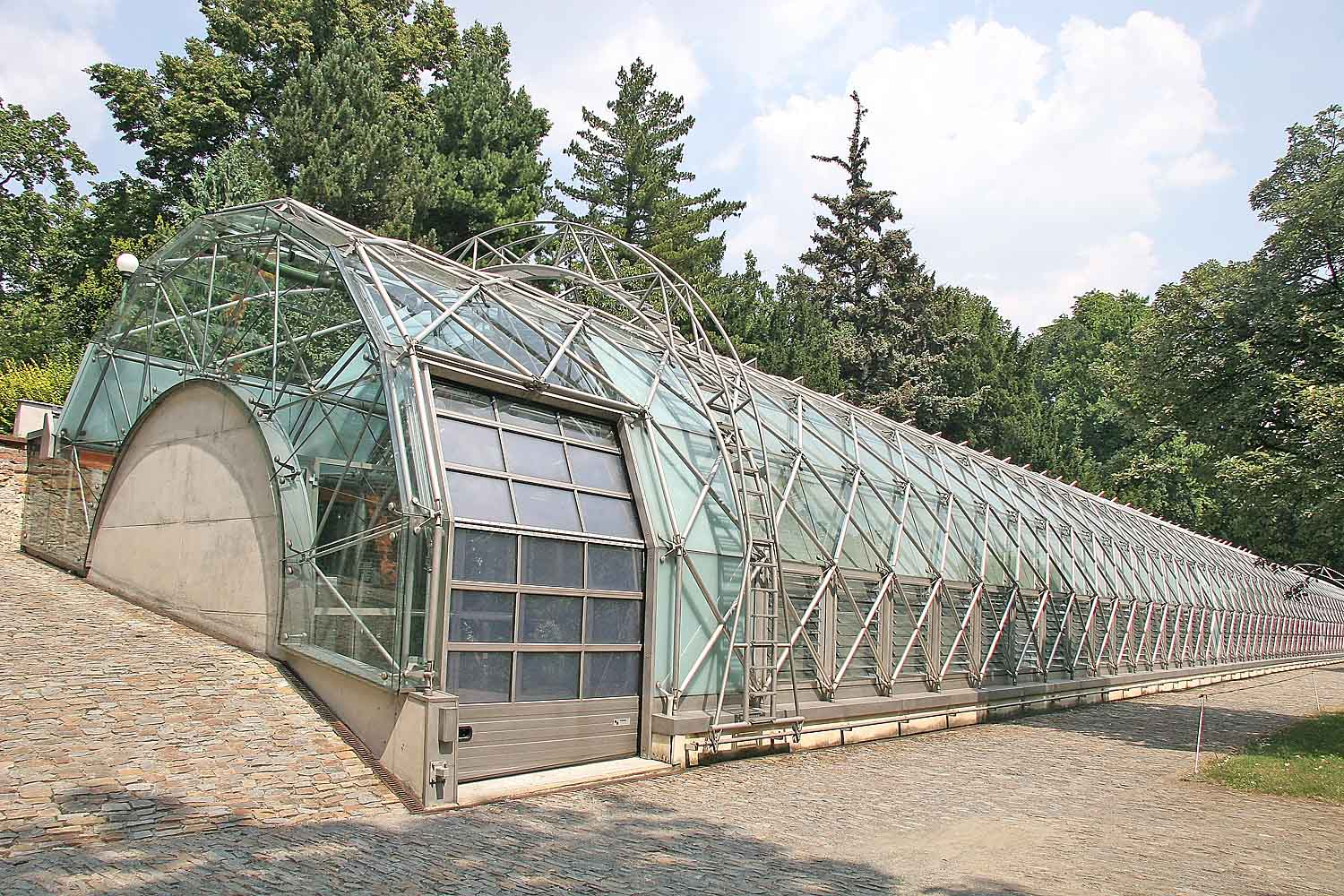
Eva Jiřičná, Invernadero del Castillo de Praga

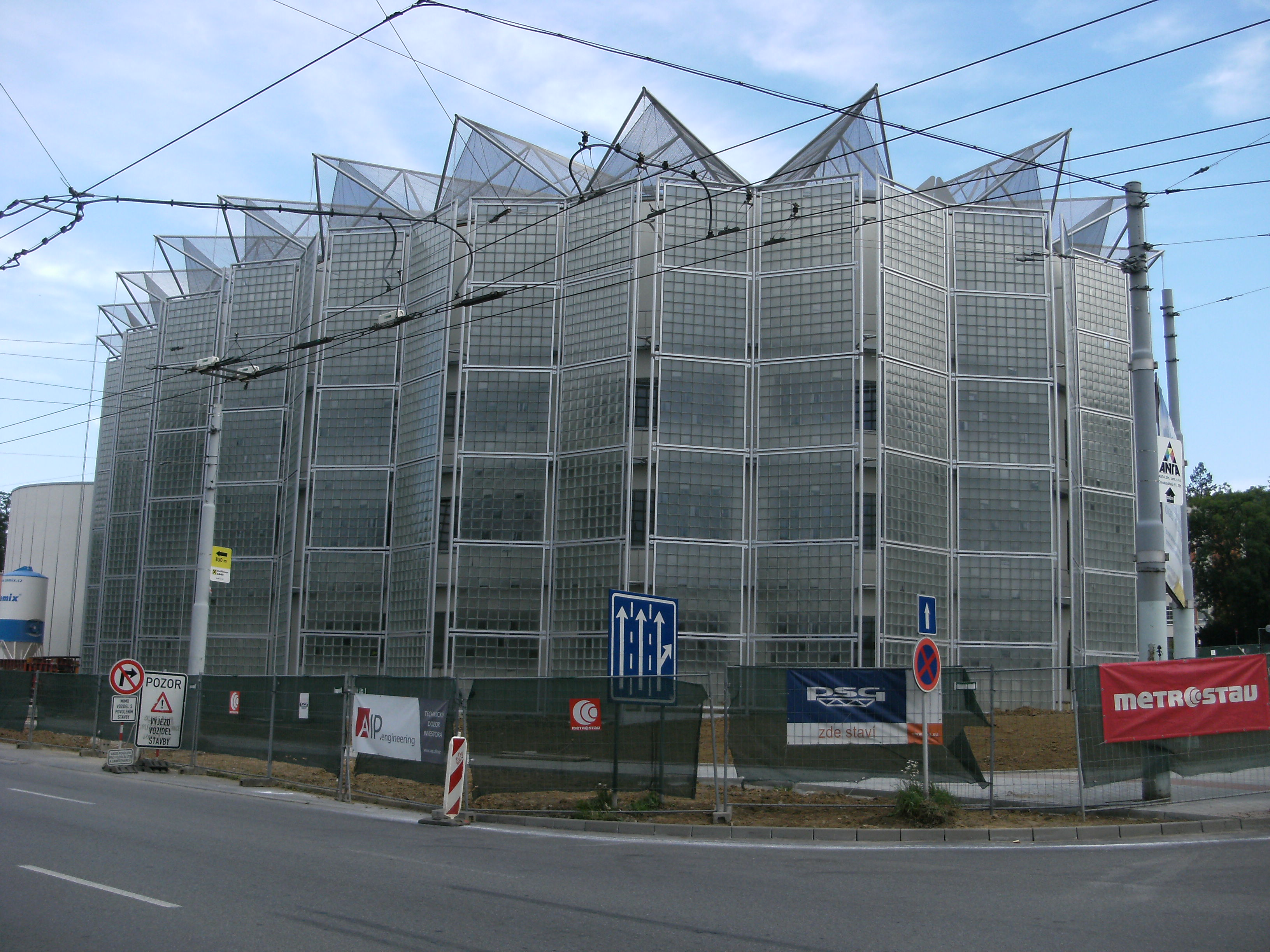
Eva Jiřičná, Centro de congresos en Zlín

Eva Jiřičná (Zlín, 3 de marzo de 1939) es una arquitecta y diseñadora de origen checo. Es miembro de la Royal Academy of Arts y ganadora del Premio Jane Drew.

## Primeros años
Desde joven aprecia la fuerte tradición moderna que había hecho de su país un lugar destacado para la arquitectura modernista en la década del 30. Concluye sus estudios de ingeniería y arquitectura en 1962 en la Universidad Técnica de Praga y obtiene su título de posgrado por la Academia de Artes, Arquitectura y Diseño de Praga en 1967. Después de la Primavera de Praga en 1968 busca refugio en Gran Bretaña. Ingresa en el departamento de arquitectura del Greater London Council; luego en la firma de Louis de Soissons como arquitecto asociado donde trabaja en Brighton Marina durante diez años; y en la firma de Richard Rogers AR, donde es responsable de algunos exteriores e íntegramente del diseño de interiores para la sede del Lloyd’s of London. En 1982 funda un estudio independiente junto a David Hodges y comienza a ser reconocida por su trabajo en concursos de arquitectura. En 1985 crea su propia firma, Eva Jiřičná Arquitectos (EJA).

## Trayectoria
Con Jan Kaplicky y su práctica Future Systems, diseña el interior de la tienda de Harrods, un esquema que influye a toda una generación de interiores comerciales, y que le permite desarrollarse de manera particular. Un encuentro casual con el diseñador de moda Joseph Ettedgui lleva a Jiřičná a diseñar su piso, y luego una amplia sucesión de dramáticas tiendas para la línea de Ettedgui y otros diseñadores. En estos proyectos demuestra que el diseño de tiendas puede ser una temática de relevancia arquitectónica y colabora en quitar a este género fuera de la decoración de interiores. Su marca distintiva es transformar el ámbito de la tienda, de algo cotidiano a singulares y elegantes exhibidores de bienes de lujo y moda. Es pionera en el uso del vidrio como material estructural, en parte porque mejora la transparencia y favorece el ingreso y alcance de la luz natural en las tiendas, pero también como oportunidad de utilizar su potencial para sorprender y deleitar. Asombra la experiencia de ascender una escalera con peldaños transparentes sostenidos por una filigrana de cables de acero inoxidable, cuyo reflejo la torna en un hecho casi invisible.
La llegada de Jiřičná al Reino Unido coincide con la invasión rusa a Checoslovaquia, no regresa a su país por más de veinte años. Sin embargo, luego de la Revolución de Terciopelo de 1989 Jiřičná restablece su larga amistad con Vaclav Havel, con quien colabora en varios proyectos hasta su muerte en 2011. Como base para su fundación humanitaria VIZE 97, ellos trabajan en la preservación y restauración de una iglesia medieval, Santa Ana en Praga, que sirve como centro cultural multifuncional, ofreciendo simposios, conferencias y presentaciones. La oficina de EJA en Londres opera simultáneamente con el estudio A.I Design s.r.o. en Praga.
Su habilidad para crear interiores de alta calidad comienza con proyectos comerciales y luego se extiende. En 1999 EJA diseña la Faith Zone como parte de la controvertida exposición del Millennium Dome. Otros esquemas de exhibición incluyen una sutil intervención en vitrinas para el Museo Sir John Soane en Londres, bases de visualización para la Royal Academy y una exposición de diseño para el Instituto Mendel en Brno. En 2007 diseña el Modernism Exhibition para el Victoria & Albert Museum, con gran éxito de crítica; así como la extravagante y glamorosa Skin & Bones, exposición de moda y arquitectura en Somerset House. Entre los interiores de tiendas se cuentan sus trabajos para Boodles, Harrods, Hugo Boss, Joseph, Joan & David. También ha demostrado su capacidad en obras de mayor escala, con el intercambiador de transporte en Canada Water, parte de la extensión de la línea Jubilee, un puente peatonal en los Docklands de Londres. Y varios encargos de importancia en Praga, que incluyen un invernadero de acero y cristal en los jardines del Castillo de Praga, una adición contemporánea a un conjunto único de edificios patrimoniales y el Hotel Josef donde aplica el concepto de “diseño total” en sus 110 habitaciones. Jiřičná diseña las oficinas para Andersen Consulting en el edificio Fred y Ginger de Frank Gehry, y desarrolla numerosos proyectos residenciales en Londres, como la serie de áticos en Canary Wharf. Entre sus obras más recientes se destacan la galería de William & Judy Bollinger Jewellery, la biblioteca de la Universidad Tomas Bata y el Zlín Congress Centre, centro cultural y de administración en República Checa.
La oficina de Jiřičná, con sus asociados Georgina Papathanasiou y Duncan Webster como director de proyectos, propone un trabajo multidisciplinar, con una estrecha colaboración entre clientes y miembros del equipo de diseño, que incluye ingenieros, arquitectos paisajistas, consultores de costos y diseñadores urbanos. Su trabajo abarca el diseño de nuevos edificios y espacios públicos, así como el diseño de interiores, de productos y muebles.

## Reconocimientos
La oficina ha ganado numerosos concursos de diseño internacional y su trabajo se publica regularmente en revistas, libros y periódicos. Con los años, la contribución de Jiřičná a la arquitectura y el diseño es reconocida con varios premios, incluyendo el título Royal Designer for Industry (RDI), el Commander of the British Empire (CBE), miembro de la Royal Academy of Arts, Honorary Fellow AIA (American Institute of Architects), y un premio a la Trayectoria por el Ministerio de Cultura checo. Además ha sido distinguida con doctorados y cátedras en diversas universidades como por ejemplo el Doctorado Honorario en la Universidad de Nottingham y en la Universidad Metropolitana de Londres en 2008 y en el Royal College of Arts en 2013.  Jiřičná mantiene un fuerte compromiso con la enseñanza de la arquitectura, dando charlas y talleres para estudiantes, y actuando como examinador externo para varias escuelas. Participa con frecuencia en jurados para concursos de arquitectura y en conferencias a nivel internacional.
En 2013 Eva Jiřičná gana en decisión unánime del jurado el Premio Jane Drew: “por su destacada contribución a la condición de la mujer en la arquitectura”. Zaha Hadid, jueza y ganadora del premio en su edición anterior, resalta la labor de Jiřičná en redefinir la idea de espacio comercial con una utilización innovadora de materiales industriales y con sus famosas escaleras de acero y vidrio.